# ياسر مباركي
ياسر مباركي لاعب كرة قدم سعودي يلعب في الظهير الأيسر.

## مسيرة اللاعب
لعب في نادي النهضة ونادي وج.